# Pierre-Clovis Beauchesne
Pour les articles homonymes, voir Beauchesne.
Pierre-Clovis Beauchesne, né le 8 juin 1841 à Bécancour et mort le 10 octobre 1918 à Montréal, est un notaire et homme politique fédéral et provincial du Québec.

## Biographie
Né à Bécancour dans le Canada-Est, Pierre-Clovis Beauchesne étudie le notariat au Collège Nicolet en 1865. Il devient ensuite inspecteur des pêches et notaire en Gaspésie.
Élu député du Parti conservateur du Québec dans la circonscription de Bonaventure lors d'une élection partielle en 1874, il est réélu en 1875. Cette dernière élection a été déclarée nulle en 1876. Devenu député du Parti conservateur du Canada dans la circonscription fédérale de Bonaventure lors d'une élection partielle en 1879, il ne se représente pas en 1882.
Il sert également comme major dans la milice de réserve de Bonaventure.
Il est mort à Montréal en 1918 et est inhumé au Cimetière Notre-Dame-des-Neiges.